# Thomas-Jacques de Cotton
Pour les articles homonymes, voir Cotton.
Thomas-Jacques de Cotton, né le 19 juin 1766 à Lyon et mort le 6 mars 1841 à Avignon, est un officier de marine, administrateur et homme politique français.

## Biographie

### Vie familiale
Thomas-Jacques de Cotton est, a-t-on dit, le petit-neveu de Pierre Cotton, célèbre jésuite, confesseur d'Henri IV. Il est le fils de Martial-Paul de Cotton, écuyer, avocat au Parlement de Dijon, et de Marie de Vincent de Panette (sœur de Jean-François de Vincent de Panette).
Il se marie avec Françoise-Thérèse de Pomey de Rochefort, fille de Jean-Joseph-Luc de Pomey de Rochefort, chevalier, capitaine au régiment d'Eu-infanterie, et de Claudine-Sulpice de Ferrus. D'où :
- Zéphirine, femme de Maurice de Payen de l'Hôtel, baron de Lagarde, mousquetaire gris ;
- Jeanne-Louise-Gabrielle, femme de Aimé-Joseph de Guilhermier ;
- Marie-Aimée-Gabrielle, femme d'Albin Tron de Bouchony de Montalet ;
- Jean-Marie-Eusèbe, marié à Anne-Clothilde Bottu de Limas
- Jean-François-Séverin, marié à Louise-Gabriel du Puy-Montbrun (fille du dernier marquis du Puy-Montbrun, son fils est autorisé à relever le nom de Dupuy-Montbrun par décret de 1866) ;

### Carrière
Il entre dans la Marine royale comme aspirant en 1779, est nommé garde de la Marine en 1780, et atteint le grade de lieutenant de vaisseau.
En 1791, il émigre et sert dans l'armée des Princes, fait campagne dans ses rangs en Champagne en 1792.
Rentré en France en 1800, il est, jusqu'en 1814, employé dans l'administration des Hôpitaux de Lyon et au conseil général du Rhône. 
En 1814, il est nommé par le comte de Bubna, après la prise de la ville par les Autrichiens, préfet provisoire du Rhône ; la Restauration le fait la même année, chevalier de l'ordre de Saint-Louis et capitaine de Vaisseau honoraire, et le collège de département du Rhône, l'élut député. 
Il siège dans la majorité de la Chambre introuvable, fait partie de la commission de la loi dite d'amnistie, et propose d'affecter la vente des forêts de l'État au rachat des rentes. Réélu, le 4 octobre 1816, il réclame l'augmentation du budget de la Marine, défend les autorités de Lyon dans les terribles évènements qui ensanglantèrent cette ville, appuie la nouvelle loi électorale, en déclarant « qu'elle devait être adoptée puisqu'elle ne renfermait rien en faveur du peuple », et réclame l'ordre du jour sur une pétition demandant le rappel des bannis. 
Le 26 avril 1821, il est invité, comme député du Rhône, au baptême de Monseigneur le duc de Bordeaux, fixé au 1er mai et fait chevalier de la Légion d'honneur.
Il est nommé préfet de Vaucluse, le 27 février 1817, et est réélu député le 21 septembre suivant. Sorti de la Chambre au renouvellement partiel d'octobre 1818, il administre sa préfecture d'Avignon, est nommé préfet de la Drôme, le 2 janvier 1823, et est admis à la retraite comme préfet, le 10 septembre 1829.

## Sources
- Casimir-François Barjavel, Dictionnaire historique, biographique et bibliographique du département de Vaucluse..., 1841
- Jean-Pons-Guillaume Viennet, Raymond Trousson, Mémoires et journal: 1777-1867, 2006
- Léonard Boitel, Aimé Vingtrinier, Revue du Lyonnais, L. Boitel., 1876
- « Thomas-Jacques de Cotton », dans Adolphe Robert et Gaston Cougny, Dictionnaire des parlementaires français, Edgar Bourloton, 1889-1891 [détail de l’édition]